# جوسيف ويبر
جوسيف ويبر (بالألمانية: Josef Weber)‏ (18 أبريل 1898 - 5 مارس 1970) هو لاعب كرة قدم ألماني سابق كان يلعب كلاعب وسط.

## روابط خارجية
- جوسيف ويبر على موقع قاعدة بيانات كرة القدم.إي يو (الإنجليزية)
- جوسيف ويبر على موقع ناشيونال فوتبول تيمز (الإنجليزية)
- جوسيف ويبر على موقع عالم كرة القدم.نت (الإنجليزية)